# Kate Dickens
Catherine Elizabeth Macready Dickens, detta Kate Dickens (Londra, 29 ottobre 1839 – Londra, 9 maggio 1929), è stata una pittrice britannica, figlia terzogenita dello scrittore Charles Dickens.

## Biografia
Catherine Elizabeth Macready Dickens nacque a Londra il 29 ottobre 1839, terza figlia del celeberrimo scrittore inglese Charles Dickens e di sua moglie Catherine Dickens. Questi, secondo quanto attestano i fratelli di Catherine, era molto legato alla figlia, alla quale diede in giovane età il soprannome "Kate" e che chiamò con il terzo nome "Macready" in onere del suo grande amico e attore William Macready.

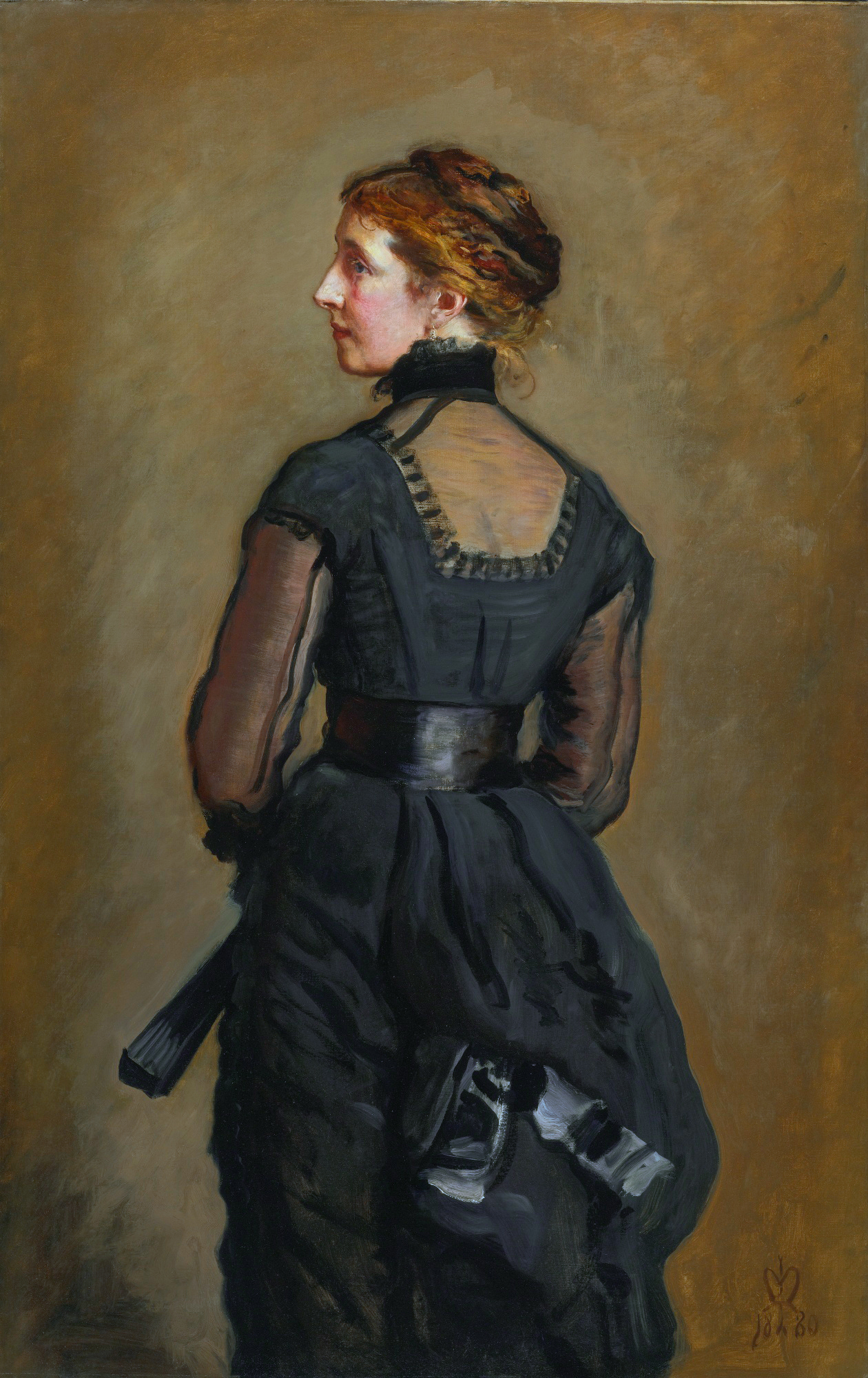
John Everett Millais, Ritratto di Kate Dickens, olio su tela, 1880

Grazie all'attività teatrale del padre, Kate viaggiò molto da bambina, spesso esibendosi nelle stesse opere. Nel 1857, ad esempio, si esibì in una rappresentazione di The Frozen Deep, un dramma diretto da Wilkie Collins e scritto da Charles Dickens, davanti alla stessa regina Vittoria. L'anno dopo, probabilmente a causa dell'infedeltà paterna, i genitori di Kate si separarono e i bambini furono affidati al padre.
All'età di ventiquattro anni, il 17 luglio 1860, Kate si sposò con il pittore e scrittore Charles Allston Collins, fratello minore di Wilkie Collins. Durante il suo primo matrimonio, Catherine ebbe anche una relazione segreta e fedifraga insieme a Val Prinsep, pittore appartenente alla corrente dei preraffaeliti. Dopo che il primo marito morì di cancro nel 1873, Kate iniziò a frequentare un altro pittore, l'italiano Carlo Perugini, il quale sposò l'anno successivo e con cui ebbe un figlio, Leonard Ralph, il quale tuttavia morì il 24 luglio 1876 a soli sette mesi. La coppia fu molto attiva nella frequentazione degli ambienti culturali dell'epoca, conoscendo e intrattenendo rapporti con intellettuali del calibro di George Bernard Shaw, al quale concesse molte interviste riguardanti la vita privata del padre, e J. M. Barrie, il creatore del personaggio di Peter pan.
Dopo la morte del secondo marito nel 1918, Kate visse a Londra per dieci anni, fino a quando, il 9 maggio 1929, morì per cause naturali all'età di 89 anni.

## Attività pittorica
All'età di 12 anni, Charles Dickens iscrisse la figlia Kate alla facoltà di arte presso il Bedford College, il primo istituto non confessionale di studi universitari riservato alle donne nel Regno Unito. Diplomatasi a pieni voti, Kate divenne una pittrice di successo, incontrando pienamente il gusto dell'epoca e superando con rapide pennellate il naturalismo tipico dei prerafaelliti.
Kate Dickens si specializzò principalmente nei ritratti e dal 1877 espose annualmente le sue opere alla Royal Academy, mentre successivamente furono organizzate esposizioni a lei dedicate anche presso la Society of Watercolour Painters e la Society of Lady Artists, mentre il marito donò tre opere di Kate alla Grosvenor Gallery, una famosa galleria d'arte londinese, tra il 1880 e il 1882. Inoltre, i suoi ritratti ed alcuni dipinti che aveva realizzato utilizzando la pittura di genere furono anche esposti presso il Museo della scienza e dell'industria in occasione della Fiera Colombiana di Chicago del 1893.
Nel 1883 fu anche una delle firmatarie della famosa petizione che chiedeva alla Royal Academy School di fornire lo stesso tipo di corsi alle studentesse donne e a gli studenti uomini.

## Galleria d'immagini

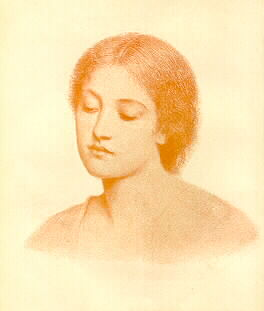
Schizzo di un autoritratto
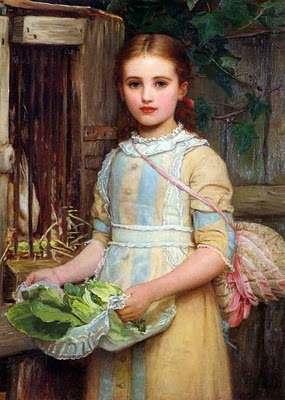
Ritratto di Agnes Pheobe, 1870
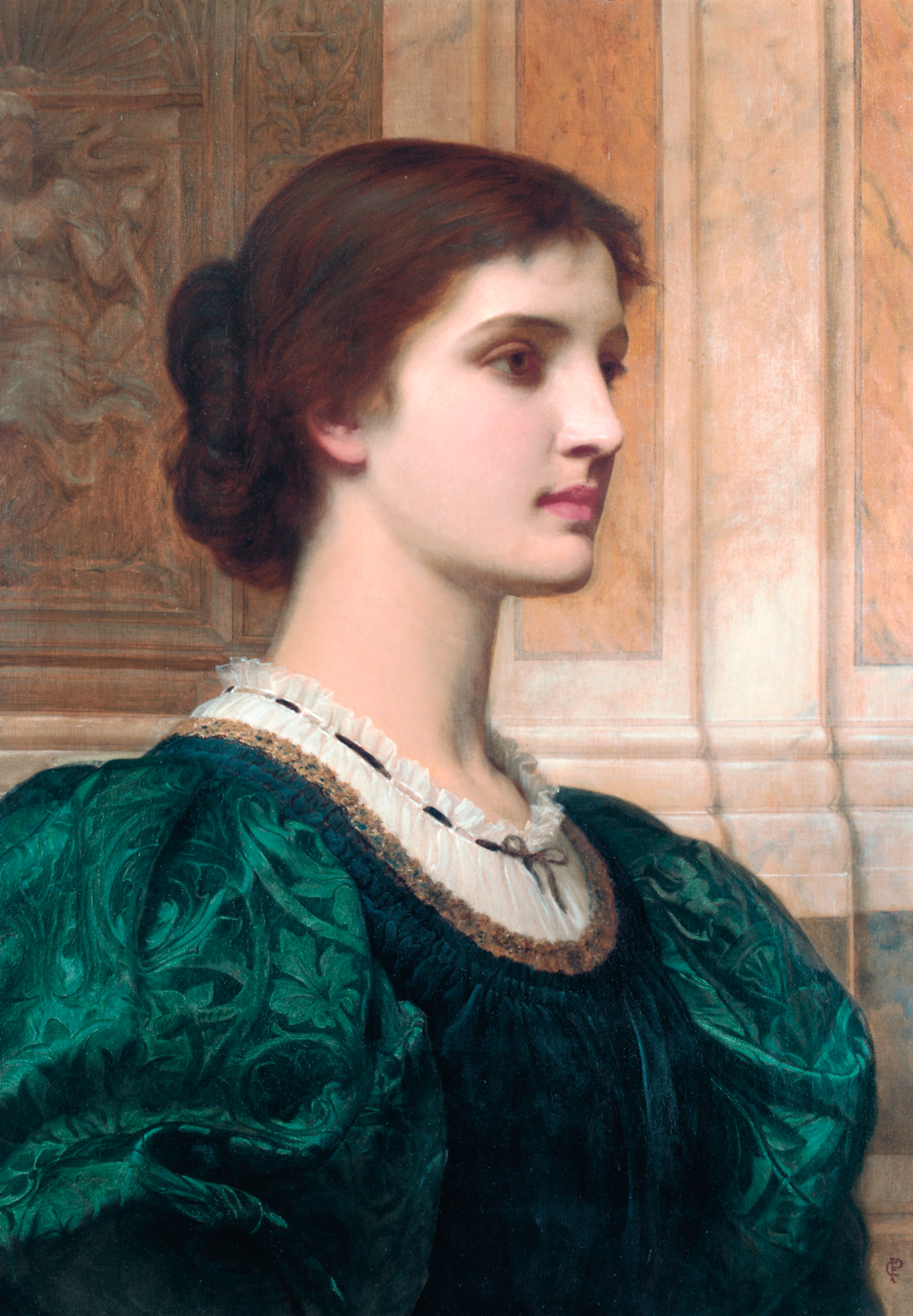
Autoritratto, 1870
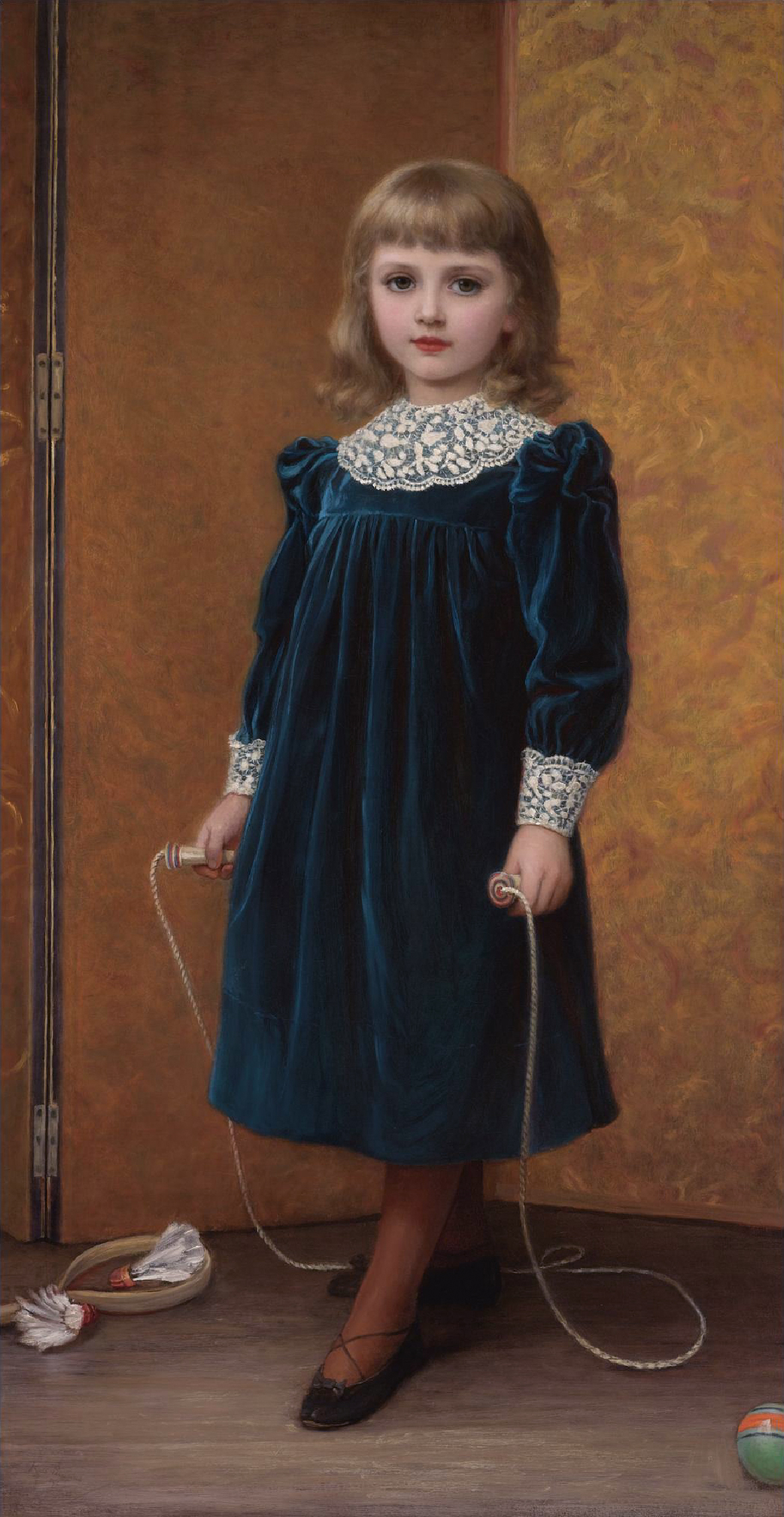
Ritratto di Dora, 1892